# 長谷寺 (南アルプス市)
長谷寺（ちょうこくじ）は山梨県南アルプス市榎原にある真言宗智山派の寺院。本尊は十一面観音。甲斐百八霊場第80番札所。

## 概要
『甲斐国社記・寺記』によれば、奈良時代の天平年間（729年 - 749年）に行基が甲斐国の治水事業のためこの地を訪れた際、自彫の十一面観音菩薩を安置し、大和国の長谷寺を模して創建したという。当初は豊山長谷寺と称していたが、平安時代後期に当寺の一帯が開発され八田牧（後の八田荘）が成立し、「八田山長谷寺」と改称したという。一帯は八田荘の中核地域で、長谷寺に隣接する南アルプス市上八田には郷鎮守の諏訪神社が鎮座している。
本尊の十一面観音菩薩は、「上八田観音」と称され、原七郷の守り観音として信仰を集めた。原七郷（上八田・西野・在家塚・上今井・吉田・小笠原・桃園）は御勅使川扇状地の扇央部にあるため、旱魃に悩まされてきた地域で、涌水点にあたる長谷寺では雨乞いの祈祷が行われてきた。

## 伽藍
- 本堂（重要文化財）

観音堂とも称する。単層入母屋造、檜皮葺き形の銅板葺き、方3間。正面3間に両折桟唐戸を立て、両側面は3間のうち前寄りの1間のみ舞良戸とする。四周に擬宝珠高欄付の切目縁を廻す。1間の向拝を付す。本堂内部は中央の方1間に四天柱をたて内陣とし、来迎壁の前に禅宗様の須弥壇を構え、上に厨子を置く。厨子は入母屋造、妻入り、板葺きで室町時代末期の製作である。本堂は昭和24年（1949年）に行われた解体修理の際に発見された旧材（重要文化財の附指定）の墨書によって、大永4年（1524年）に再興されたことが明らかである。頭貫の木鼻等、一部に禅宗様の要素がみられる。
- 仁王門
- 鐘楼

## 文化財
重要文化財
- 長谷寺本堂（観音堂）明治40年（1907年）8月28日指定
  - 附:厨子1基、旧材1枚、棟札1枚　昭和37年（1962年）6月21日追加指定[1]

山梨県指定有形文化財
- 木造十一面観音立像（秘仏）平成16年（2004年）11月29日指定

本尊の十一面観音立像は、本堂の厨子（重要文化財の附指定）内に安置される。秘仏であり、開帳は33年に一度とされている。寺記に行基作というが、実際の造立は平安時代と推定される。像高169.3センチメートル、桂材の一木造で、左右の手首から先（亡失）を別材とする。台座は通常の蓮華座ではなく、大和国長谷寺本尊と同様の岩座とする。岩座上に立つことから、立木仏として造られたとする見方もある。

## 前後の札所
甲斐国三十三観音霊場
3 光勝寺　--　4 長谷寺　--　5 興蔵寺
甲斐百八霊場
79 本照寺　--　80 長谷寺　--　81 伝嗣院